# Марквартштайн
Марквартштайн (нім. Marquartstein) — громада в Німеччині, розташована в землі Баварія. Підпорядковується адміністративному округу Верхня Баварія. Входить до складу району Траунштайн. Центр об'єднання громад Марквартштайн.
Площа — 13,41 км2. Населення становить 3273 ос. (станом на 31 грудня 2020).

## Галерея

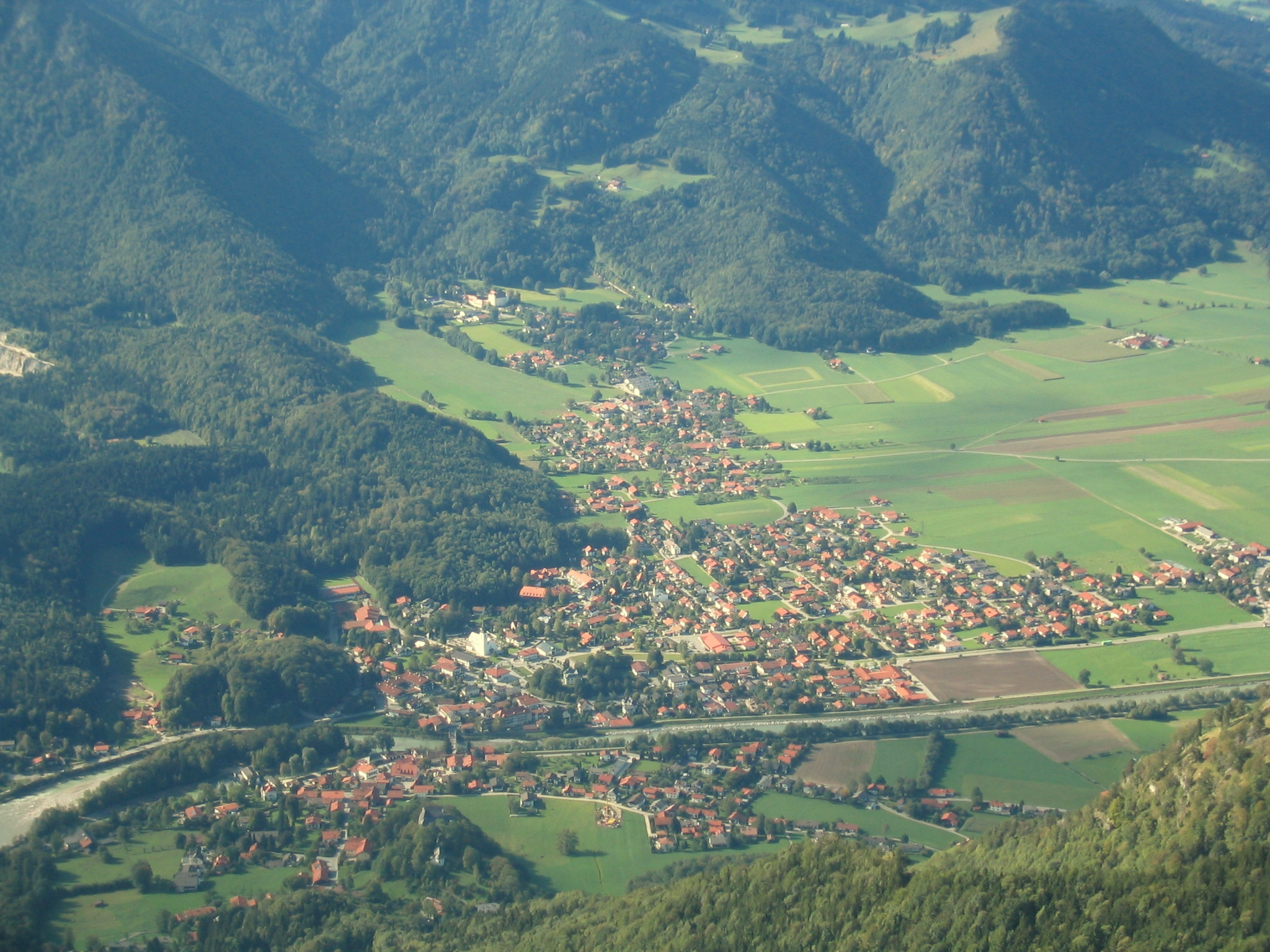
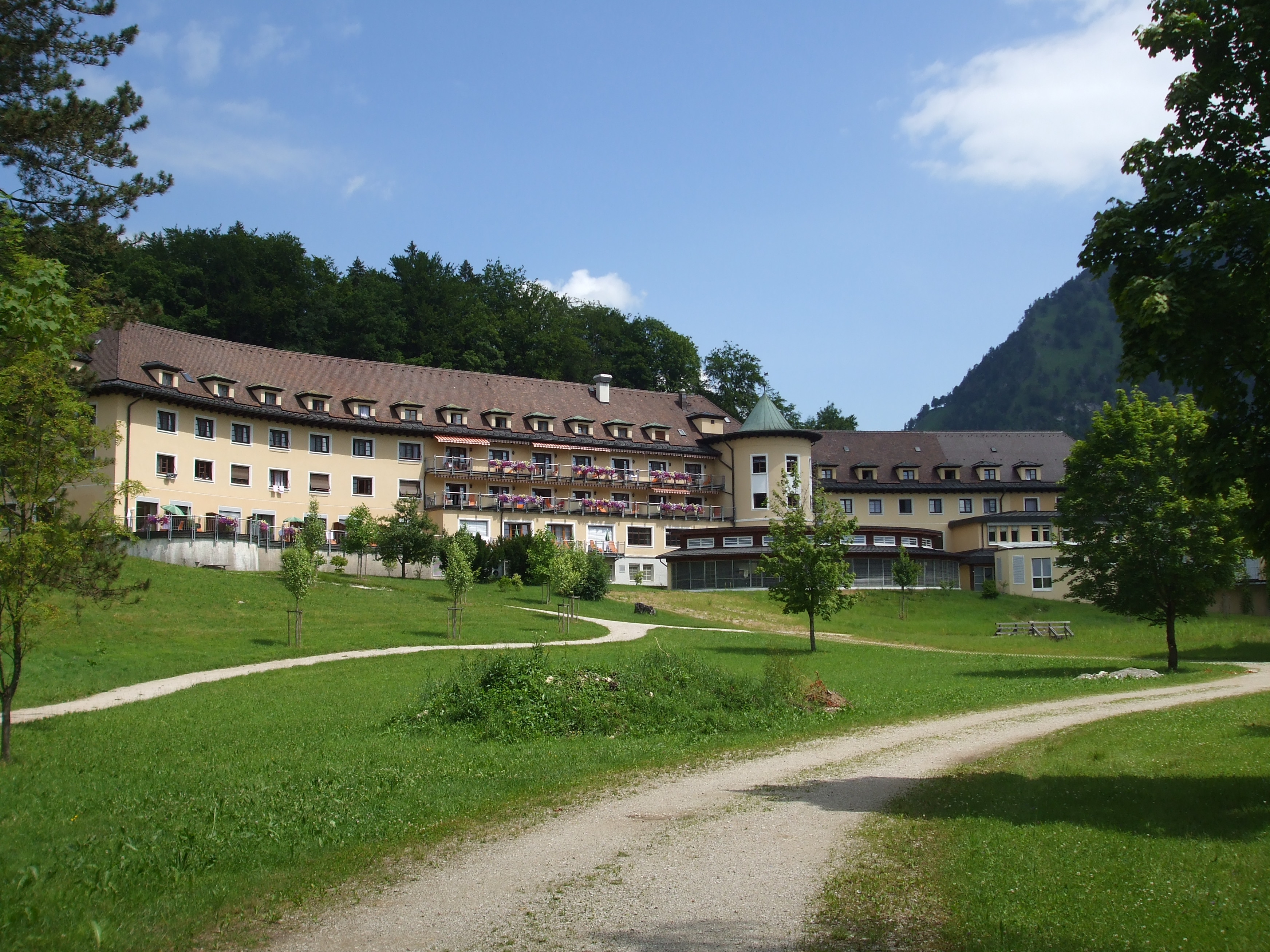
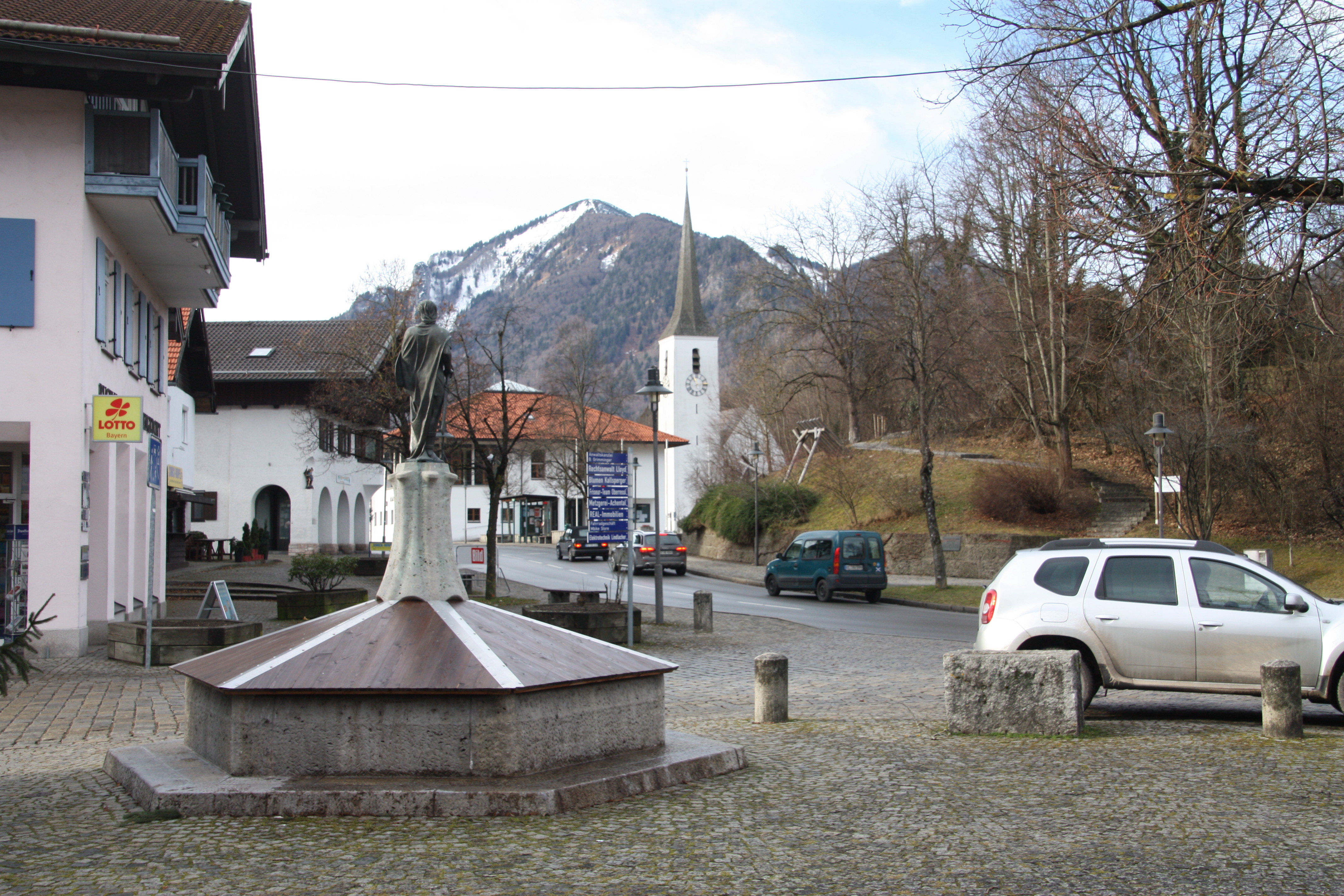